# Bakong
Le Bakong (en khmer, "Crinum asiaticum (Amaryllidacées), plante herbacée à belles fleurs blanches") est le temple d'état d'Indravarman Ier, consacré en 881.
Ce temple-montagne est érigé sur les restes d'un édifice bâti par Jayavarman II à Hariharalaya (près de l'actuel Roluos) au sud-est d'Angkor.
Il est dédié à Śiva personnalisé en Indreshvara (le protégé d'Indra), déïfication d'Indravarman I.
Construit juste après le Preah Kô, il est le prototype de nombreux temples-montagne hindouistes khmers ; c'est une pyramide à cinq degrés sur une base carrée de 65 m de côté, décorée de garuda, nâga et Yaksha, dont les escaliers sont gardés par des lions. Ses décorations sont en très mauvais état pour la plupart.
Sur cette terrasse était érigée une tour centrale qui a été remplacée au XIIe siècle par une tour dans le style d'Angkor Vat.
Le temple est entouré de trois murs d'enceinte avec des ouvertures en forme de gopura. Dans l'enceinte intérieure, plusieurs tours (prasat) entourent la pyramide ainsi que de petits bâtiments, tous construits en brique sauf les linteaux qui sont en grès finement sculpté.
La pyramide centrale a été reconstituée par anastylose par Maurice Glaize entre 1936 et 1943 à partir d'un amas de pierres, résultant de l'épreuve du temps, de destructions et de remaniements.
Les enceintes externes alternent avec des douves.

## Galerie

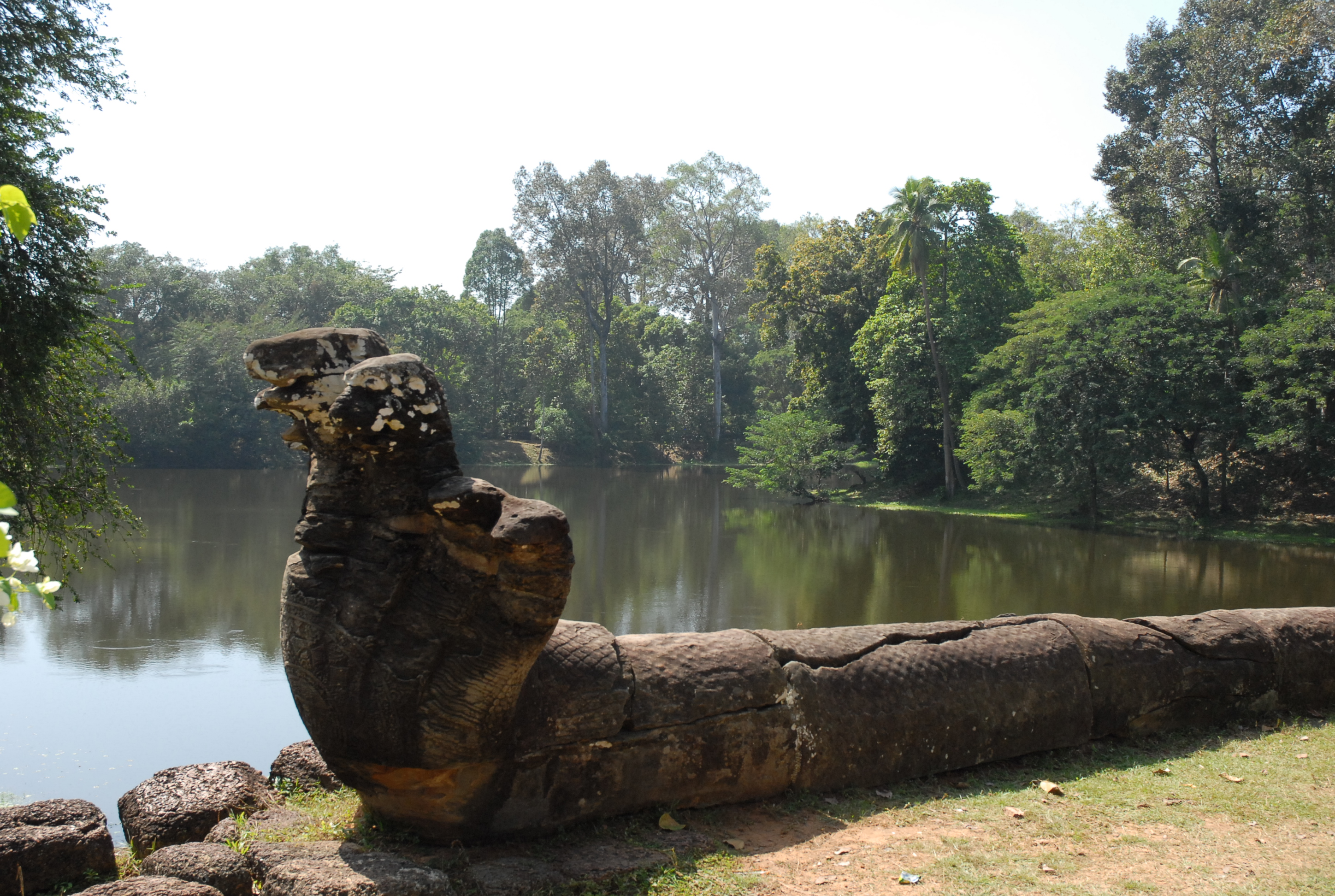
Un naga devant les douves
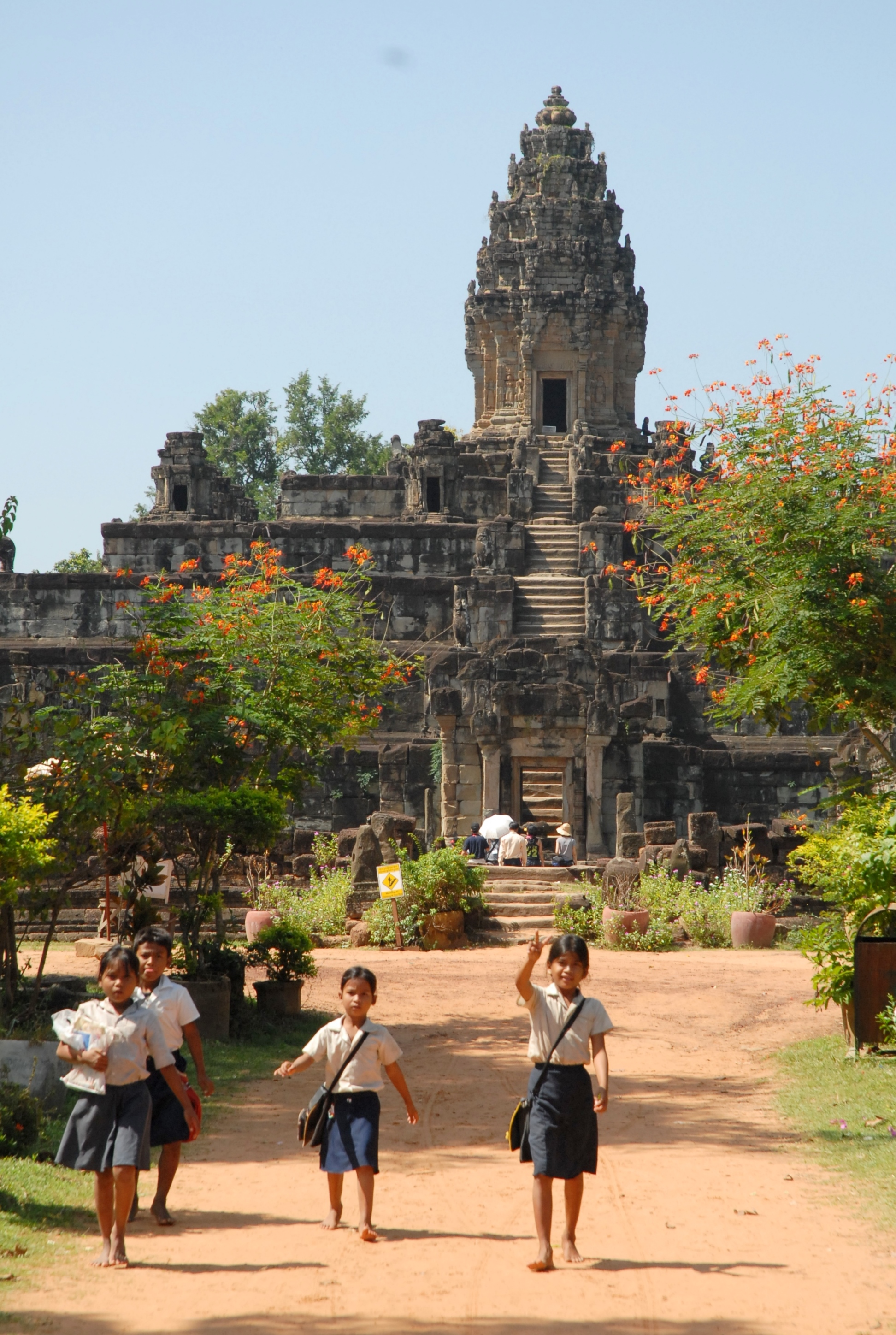
Allée menant à la pyramide centrale
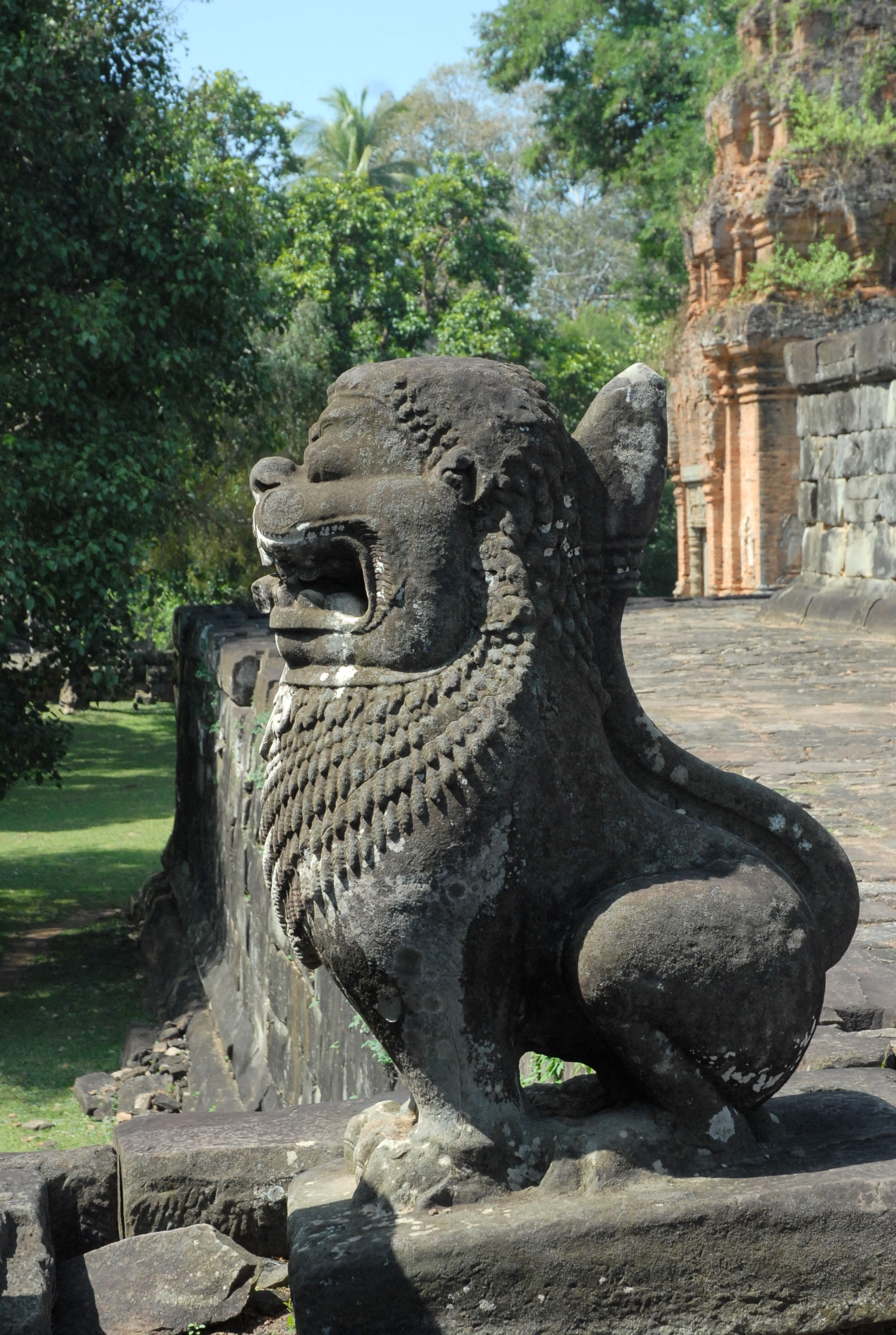
Lion en pierre
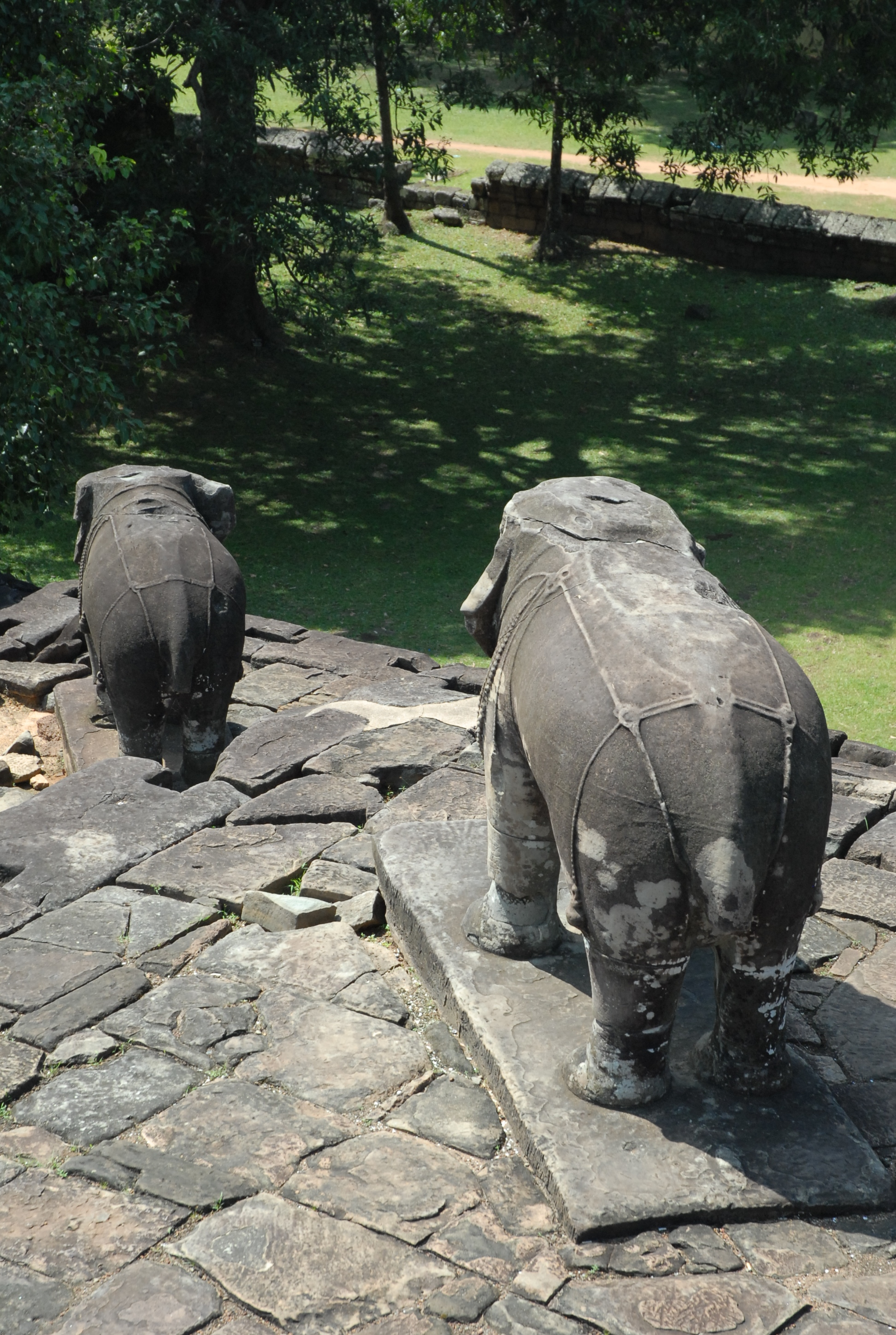
Eléphants aux coins des terrasses
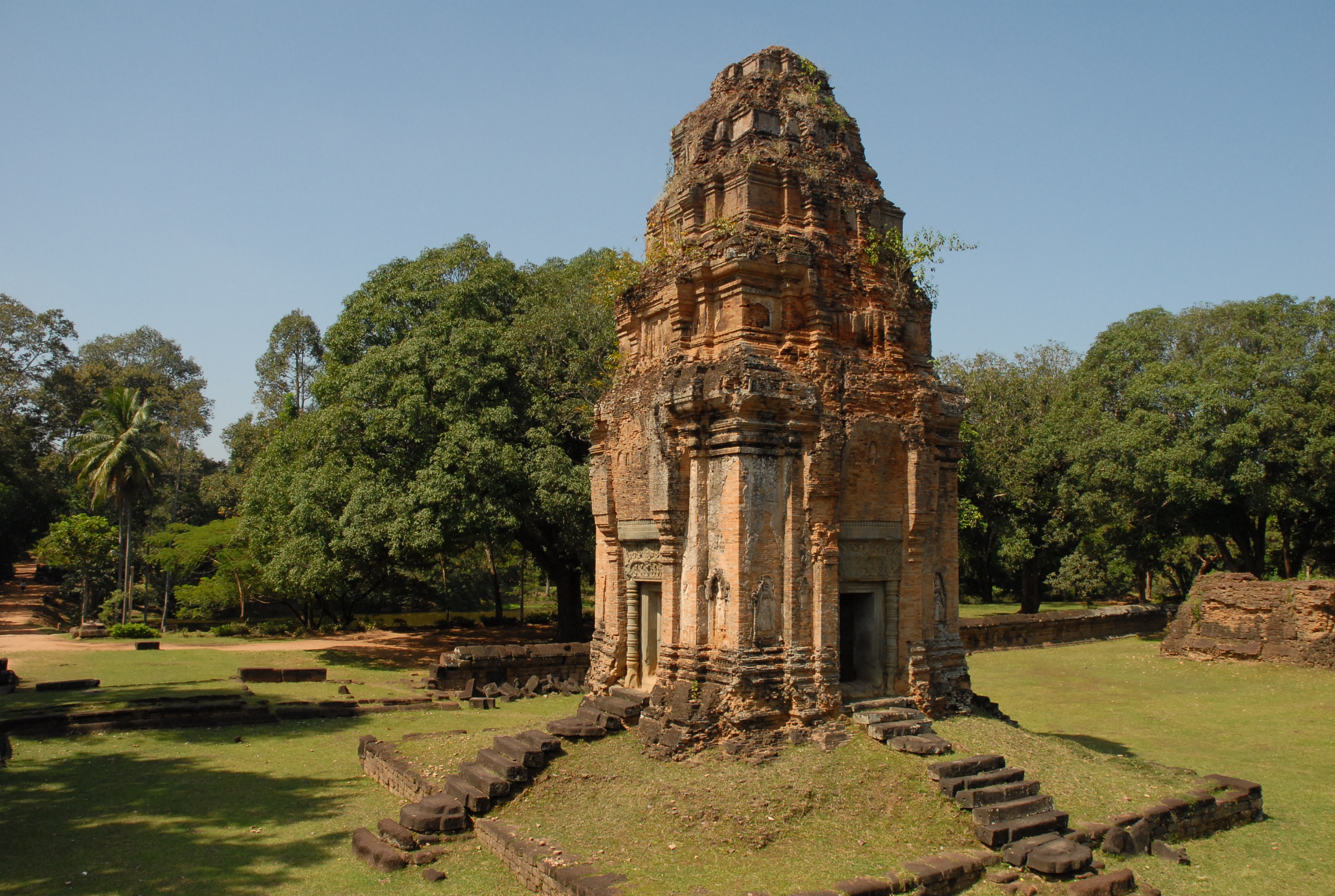
Une des 8 tours annexes en briques
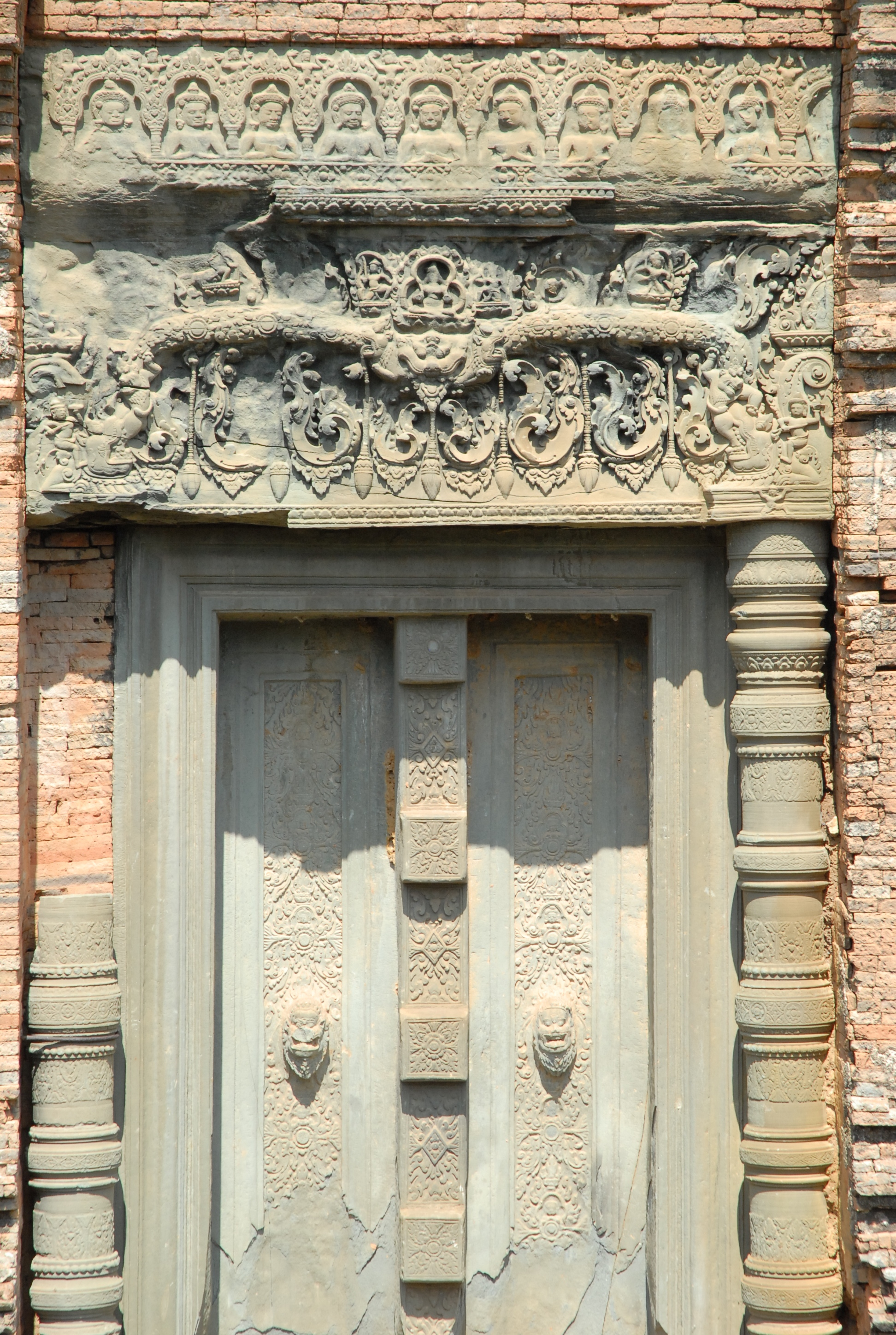
Fausse porte et linteau d'une tour annexe